# هدانية
هدانية منطقة عراقية ومنخفض في مركز قضاء السلمان في محافظة المثنى في صحراء الحجرة من البادية العراقية بجنوب العراق، كان بها منهل ماء مورد يرتاده أهل البادية، وفيها بئر هدانية وهي بئر عميقة غزيرة الماء، البعد 15 كيلومتراً بين هدانية ومدينة السلمان، وفي الطريق من هدانية إلى الوجاجة ظهرةٌ اسمها صَعدة هدانية، تلك الظهرة أرض عالية، ممتدة ألف متر حتى تنحدر إلى الوجاجة في منحدر نقرة السلمان. وفي الربيع والشتاء تخضرّ واحة هدانية ويكثر فيها السدر، فيقصدها حينئذٍ الزوار لزيارات صحراوية موسمية تُسمى كشتة. وفي 30 كانون الثاني أعلنت وزارة الصحة والبيئة عن تصويتها لاتخاذ فيضة الزهرة محمية طبيعية لتكون من مناطق استثمارية وسياحية ومركزاً مهماً للبحث العلمي للمهتمين بالحياة البرية والحفاظ على التنوع الإحيائي من فصائل الطيور والحيوانات البرية والأسماك. مساحة منخفض هدانية مئة هكتار. تربتها صالحة للزراعة.

## التنوع الأحيائي
| التسلسل | طيور           | نبانات  | لبائن     | زواحف         |
| 1       | أبلق أبقع      | طرفة    | أرنب بري  | سحلية         |
| 2       | أبلق أوربي     | سدر بري | قنفذ      | حية أم سليمان |
| 3       | هدهد           | عاقول   | خنزير بري | أفعى          |
| 4       | صرد محمر الذنب | غضا     | دعلج      | ضب مصري       |
| 5       | صرد محمر القنة | سعد     |           | ضب            |
| 6       | هازجة الشجر    | كمأ     |           |               |

## مقبرة الهلاليين
قبل الوصول إلى هدانية بمئة متر، مقبرة اسمها مقبرة الهلاليين، يروي أهل البادية العراقية جيلاً عن آخر قصة عشق محرمة وقعت هناك،
قال الباحث التاريخي عبد الأمير العبودي وهو من أهل السلمان ووجهائها:
"قبل قرنين من الزمن، سمع شيخ عشيرة من البادية الغربية واسمه زيد عن فتاة جميلة اسمها عليا تسكن في الواحة، وهي ابنة شيخ عشيرة الهلاليين.
قدِم زيد متنكراً بهيئة شريد يطلب العمل فولّاه الشيخ مهمة سقي القهوة في ديوانه، ونشأت علاقة حب بينه وبين عليا الجميلة، غير أنه يئس بعد 7 سنوات من الحب العذري من الزواج منها بسبب أبناء عمها.
ذات ليلة، التقى زيد بعليا في مخدعها وظلا يتناجيان حتى غلبهما النعاس.
في الصباح رأى ابن عم الفتاة الحبيبين نائمين بجوار بعضهما، فقتل زيداً وقطع قدم عليا، وعندما عرفت العشيرة، أخذ أفرادها الفتاة إلى كهف قريب من الواحة وقطعوا قدمها الأخرى وتركوها تتعذب نازفة بدمائها. كتبت العاشقة التي ستموت بعد لحظات من جراء الألم، قصيدة من 18 بيتاً تروي قصة حبها المأساوية.
بحثت عشيرة زيد عن ابنها حتى وصلت إلى الكهف وقرأت القصيدة وعرفت القاتل، فوقعت ملحمة كبرى مات فيها أكثر من 100 فارس من القبيلتين.
أما زيد وعليا فدُفنا سوية فيما يعرف اليوم بـ"مقبرة الهلاليين".